# Acraea magnifica
Acraea magnifica är en fjärilsart som beskrevs av Carpenter och Jackson 1950. Acraea magnifica ingår i släktet Acraea och familjen praktfjärilar. Inga underarter finns listade i Catalogue of Life.